# Gare de Keikyū Shinkoyasu
La gare de Keikyū Shinkoyasu (京急新子安駅, Keikyū Shinkoyasu-eki) est une gare ferroviaire située à Yokohama, dans la préfecture de Kanagawa au Japon. La gare est exploitée par la compagnie Keikyū.

## Situation ferroviaire
La gare de Keikyū Shinkoyasu est située au point kilométrique (PK) 18,3 de la ligne principale Keikyū.

## Histoire
La gare est inaugurée le 27 mars 1910 sous le nom de gare de Shin-Koyasu. Elle est renommée Keihin Shin-Koyasu en 1943 pour la distinguer de la gare de Shin-Koyasu. Elle prend son nom actuel en 1987.

## Service des voyageurs

### Accueil
La gare dispose d'un bâtiment voyageurs ouvert tous les jours, avec des guichets et des automates pour l'achat de titres de transport.

### Desserte
- Ligne principale Keikyū :
  - voie 1 : direction  Yokohama et Miurakaigan
  - voie 2 : direction Aéroport de Haneda ou Shinagawa et Sengakuji (interconnexion avec la ligne Asakusa pour Oshiage)

### Intermodalité
La gare de Shin-Koyasu de la JR East est située à proximité.